# Speisefisch

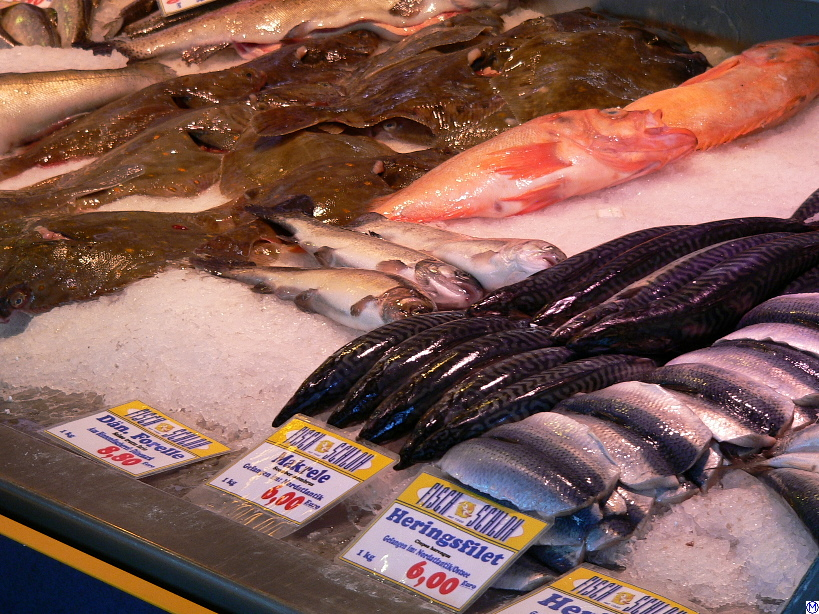
Speisefisch auf einem Wochenmarkt

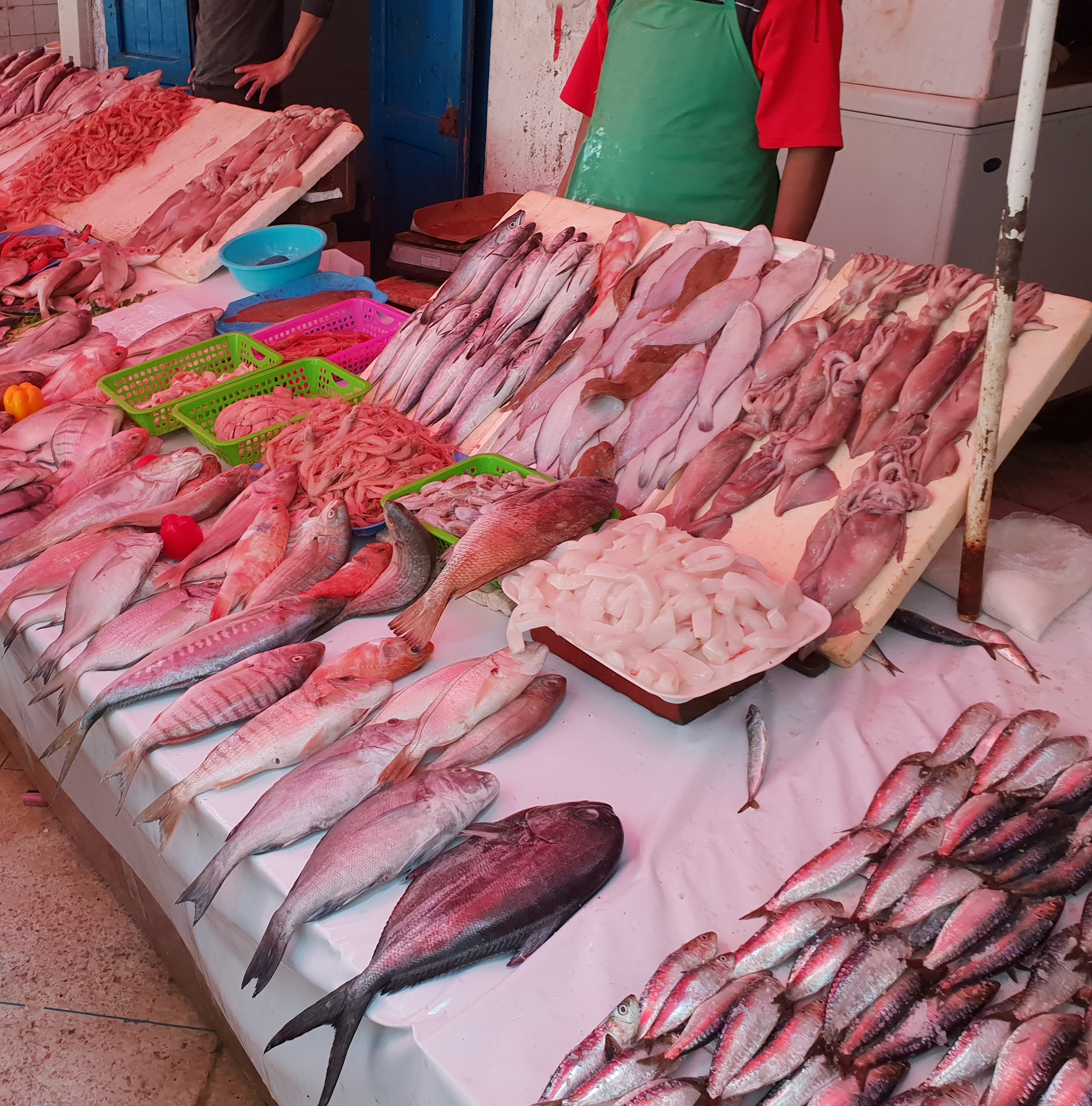
Frischer Atlantikfisch

Speisefische sind Fischarten, die zum menschlichen Verzehr geeignet sind. Nach dem Lebensraum wird zwischen Süßwasserfisch und Salzwasserfisch (Seefisch) unterschieden. Einige Fischarten kommen sowohl in Salz- als auch in Süßwasser vor, beispielsweise Aal und Lachs.

## Handelsformen

### Lebendfisch
Lebende Speisefische dürfen in Deutschland seit 1993 nur noch an Gaststätten und Wiederverkäufer abgegeben werden. Früher war es gängige Praxis, lebende Fische einige Zeit zu Hause in der Badewanne zu halten, sie dann zu schlachten und frisch zuzubereiten (z. B. Karpfen Blau als Festessen zu Weihnachten).

### Frischfisch

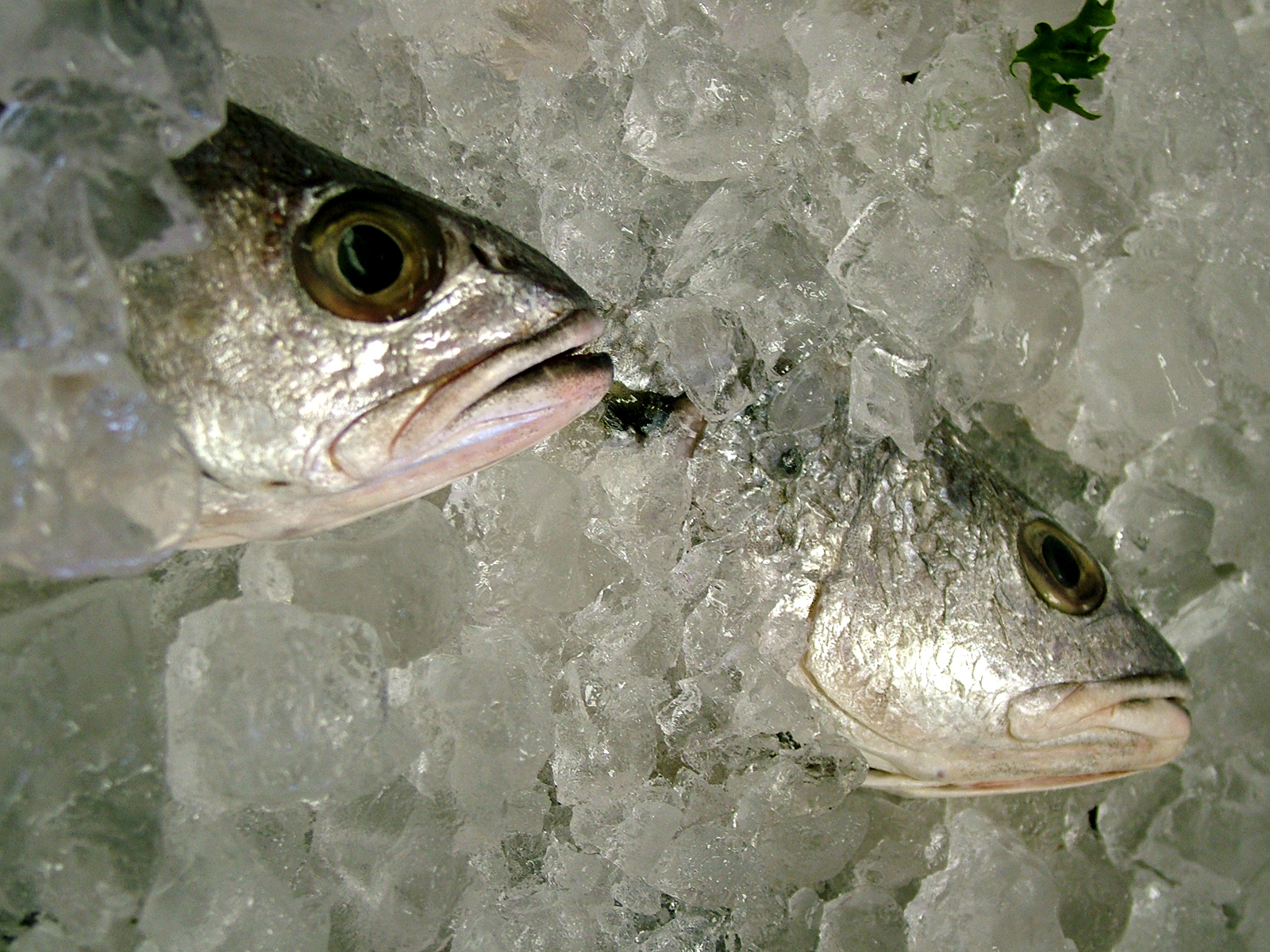
Frischfisch in Eis bei Temperaturen 0–2 °C

Frischfisch ist unbehandelter Fisch, der sachgerecht bei Temperaturen zwischen null Grad Celsius und zwei Grad Celsius gelagert und zum Verkauf angeboten wird.
Trotz der heute meist weiter entfernten Hauptlieferanten (Dänemark, Norwegen) und ihrer Fanggründe kann Frischfisch aufgrund der verbesserten Transportlogistik etwa in gleicher Frische angeboten werden wie zu der Zeit, als der deutsche Fischfang noch den Markt in großem Umfang belieferte. Fisch, der beispielsweise in Nordnorwegen küstennah gefangen und zügig weiterbearbeitet wird, kann nach etwa drei bis sechs Tagen bei einem Händler in München ankommen. Damit ist der Fisch streng genommen nicht mehr frisch, aber noch genießbar.
Frischgefangener Fisch wird gewöhnlich in Eis in Polystyrolboxen gelagert. Im Idealfall schmilzt das Eis langsam, wobei das Wasser stetig über den Fisch rinnt und die Mikroorganismen wegspült, die den toten Fisch bedecken. Frischer Fisch riecht angenehm; verströmt er hingegen einen übelriechenden Geruch, ist er entweder zu lange oder bei zu hohen Temperaturen gelagert worden und gilt somit als verdorben.
Das deutsche Lebensmittelrecht legt den Begriff der Frische nicht zeitlich fest. „Frisch“ bezeichnet jeden unbehandelten Fisch, der in schmelzendem Scherbeneis oder bei Temperaturen zwischen null Grad Celsius und zwei Grad Celsius gelagert wird.
Von Seiten der Köche wird Fisch als „frisch“ betrachtet, solange die Augen klar sind, die Kiemen dunkelrot leuchten, der Fisch nicht unangenehm „nach Fisch riecht“ und das Fleisch sich bei leichtem Druck elastisch anfühlt.
Für Fischereierzeugnisse, die roh oder fast roh verzehrt werden können, schreibt die EU-Gesetzgebung vor, dass sie von Lebensmittelunternehmen zum Schutz vor bestimmten Parasiten wie etwa Nematoden mindestens 24 Stunden bei einer Temperatur von mindestens −20 °C eingefroren werden.

### Tiefkühlfisch

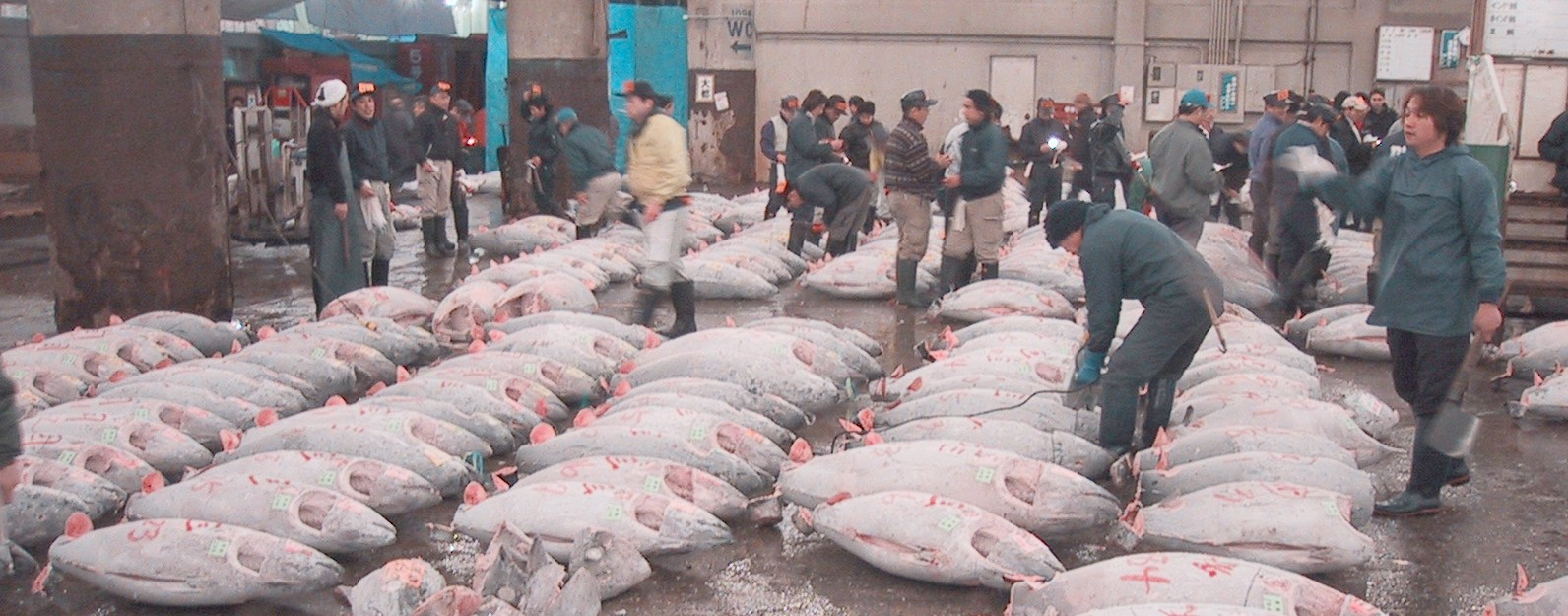
Gefrorener Thunfisch auf einem Markt in Tokio

Tiefkühlfisch wird häufig bereits auf Fabrikschiffen verarbeitet und kurz nach dem Fang als Einzelfilet oder als Filetblock (daher auch die quaderartige Form von Fischstäbchen und Schlemmerfilet) tiefgefroren. Durch das frühe Einfrieren erübrigt es sich, eine aufwendige zeitorientierte Logistik für den Schnelltransport aufzubauen. Daneben kann die Rohware auch dort gefangen werden, wo es wegen der Entfernung nicht mehr möglich ist, den Fisch frisch zu verkaufen. Daher ist Tiefkühlfisch erheblich preiswerter als Frischfisch.

### Räucherfisch

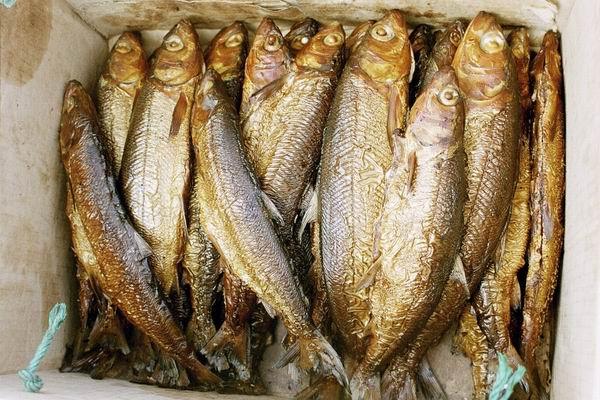
Geräucherter Omul

Hier gibt es viele Varianten. Auch bei Räucherfisch gibt es Salz- und auch Süßwasserfische. Es gibt zwei Varianten des Räuchervorgangs:
- Heißräuchern

Die Fische werden in frisch entwickeltem Rauch und einer Wärmeeinwirkung von über 60 °C im Kern hergestellt. In allgemeinen Herstellungsangaben wird als Temperaturbereich des Rauchs 60 bis 85 Grad Celsius angegeben.
- Kalträuchern

Die Fische werden in frisch entwickeltem Rauch bei einer Wärmeeinwirkung von unter 30 °C hergestellt. In allgemeinen Herstellungsangaben wird als Temperaturbereich bis zu 45 °C angegeben, der Temperaturpunkt, bei dem die Proteine des Kollagens im Fisch denaturieren.
Durch den kalten Rauch bleibt das Fleisch des Fisches viel fester, wie z. B. der Vergleich zwischen Bückling (heißgeräuchert), welcher eher weich ist, und Lachshering (kaltgeräuchert), der doch sehr viel fester ist, zeigt. Es ist jedoch beides der gleiche Fisch.

### Fischkonserven

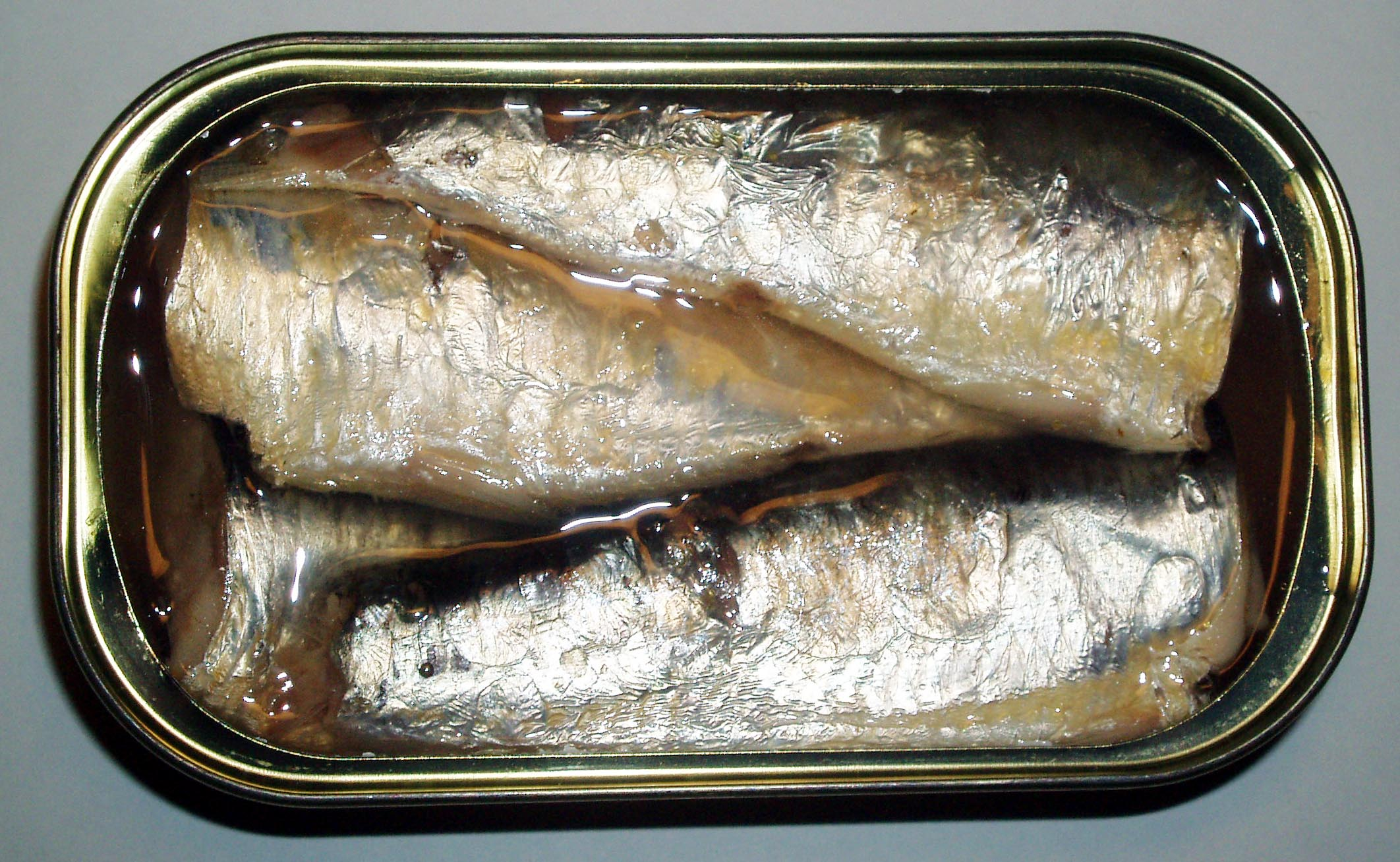
Sardinen in der Dose

Der Fisch wird durch Konservierung haltbar gemacht und luftdicht verpackt. Dabei wird der Fisch erhitzt oder es werden Lebensmittelzusatzstoffe wie Salz, Essig und Konservierungsmittel zugefügt.
Dosenfisch befindet sich in einer Salzlake („im eigenen Saft“) oder in Öl (meist in pflanzlichen Ölen). Da Fettsäuren und fettlösliche Vitamine aus dem Fisch in das Öl übergehen können, gilt Fisch in ölfreier Lake irrtümlicherweise vielfach als gesünder, obwohl wasserlösliche Vitamine ebenso in die Salzlake austreten können. Ebenso in die Kategorie Fischkonserve fällt die schwedische Spezialität Surströmming, ein besonders intensiv riechender vergorener Hering.
Zu den Fischkonserven, im weiteren Sinne auch im Glas, gehören auch verzehrfertige Zubereitungen, also Dosenfisch in Marinaden wie Tomaten- oder Senfsauce, Fischsalate und vieles andere mehr.

### Eingelegter Fisch
Eine Verarbeitungsform ist das Einlegen in Salzlake oder in eine Marinade.
Für Salzheringe werden Echte Heringe meist schon an Bord des Fangschiffs ausgenommen und in Salzlake gelagert. Durch das Einsalzen werden die Fische konserviert und die Struktur ihres Muskelgewebes verändert. Anschließend können sie z. B. durch Einlegen in Essigmarinade zu Bismarckheringen oder Rollmops verarbeitet werden.
Eine Variante ist der Matjes, der durch Enzyme in der Salzlake reift. Es werden Atlantische Heringe verwendet, die Ende Mai, Anfang Juni in der Nordsee gefangen werden, bevor ihre Fortpflanzungszeit beginnt. Dann haben sie einen relativ hohen Fettgehalt (über 15 %) und Rogen oder Milch sind noch nicht ausgebildet. Sie werden teilweise ausgenommen (gekehlt); Teile des Darms und vor allem die enzymhaltige Bauchspeicheldrüse verbleiben im Fisch. Anschließend werden sie fünf Tage in Salzlake eingelegt, traditionell in Eichenfässern.
Bratheringe sind gebratene Heringe, die anschließend in einer Essigmarinade mit Gewürzen eingelegt werden. Auch andere Fische können auf diese Art sauer eingelegt werden.

### Trockenfisch: Stockfisch, Klippfisch

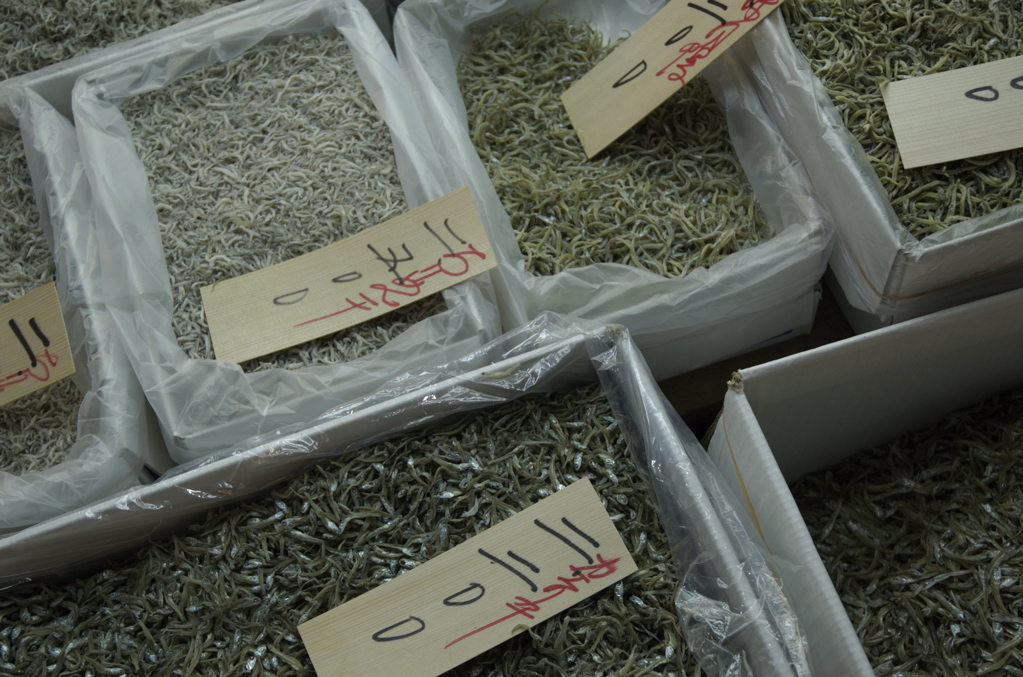
Trockenfisch, Japan

Stockfisch oder Klippfisch ist getrockneter Fisch. Vor allem der Kabeljau mit seinem fettarmen Fleisch kann auf diese Weise für den Verzehr aufbereitet und haltbar gemacht werden.
Beim Stockfisch (tørrfisk) werden die Fische paarweise an den Schwänzen zusammengebunden und auf Holzgestellen (Stockgestellen) zum Trocknen gehängt.
Beim Klippfisch (klippfisk) werden den Dorschen ebenfalls die Köpfe und Eingeweide entfernt, zusätzlich werden sie jedoch zum Entwässern gesalzen. Nach dem Einsalzen werden sie dann auf Felsen (Klippen) zum Trocknen ausgebreitet.
Laberdan wird der direkt am Fangort gesalzene und in Fässern verpackte Kabeljau genannt. Der Laberdan wird heute nicht mehr hergestellt.
Die wirtschaftliche Bedeutung des von Norwegen bis nach Brasilien als Volksnahrungsmittel verbreiteten Kabeljaus war selbst in der zweiten Hälfte des 20. Jahrhunderts so groß, dass um die Fangrechte weit vor den Küsten einzelner Staaten die sogenannten Kabeljaukriege geführt wurden. Die in den umstrittenen Gewässern bei Island gefangenen Kabeljau wurden allerdings größtenteils als Frisch- oder Frostfisch angelandet.
Bis heute ist die Trockenfisch-Zubereitung in Kambodscha sehr verbreitet wegen der hydrogeologischen Eigenschaften des Tonle Sap: die ausgeprägte Fischfangsaison führt sehr wahrscheinlich seit Jahrtausenden zu der Notwendigkeit, große Mengen Fisch zu konservieren. Im größten Markt in Kambodschas Hauptstadt Phnom Penh (Phsar Orussey) gibt es daher immer eine große Auswahl an Trockenfisch.

### Innereien
Vom Innenleben des Fisches werden insbesondere Rogen als Kaviar und Lebern von Hai (Lebertran) und Kabeljau zum Verzehr verarbeitet. Die Leber des Kabeljaus ist schmackhaft und wird unter dem Namen Dorschleber als Konserve angeboten, außerdem liefert sie den vitaminreichen Lebertran. Frisch geräucherter Dorschrogen ist eine ausgesprochene Delikatesse.
Bei Fischen Mitteleuropas gilt vor allem die fetthaltige Leber der Rutte (Quappe) als besonders schmackhaft. Die Rutte ist der einzige Vertreter der Dorschartigen in europäischen Süßgewässern.

## Bedeutung für die Ernährung
Fische sind eine meist leicht bekömmliche Proteinquelle, die sehr verbreitet ist. In vielen Bereichen der Welt ist Fisch das Grundnahrungsmittel oder Hauptbestandteil der Ernährung.
Konservierte Seefische waren als Stockfisch oder als Salzhering bereits im Mittelalter weit verbreitet. Dies hatte mehrere Gründe, zum Beispiel ihre lange Haltbarkeit, ihre leichte Transportierbarkeit und ihre hohe Energiedichte.
Ein weiterer Grund war, dass sie – zumindest im Bereich der Westkirche – als Fastenspeise zulässig waren.
Neben dem Proteingehalt ist Fisch wichtig für die Versorgung des Menschen mit Jod, verschiedenen Vitaminen und Spurenelementen. Das enthaltene Fett besteht zum größten Teil aus mehrfach ungesättigten Fettsäuren.

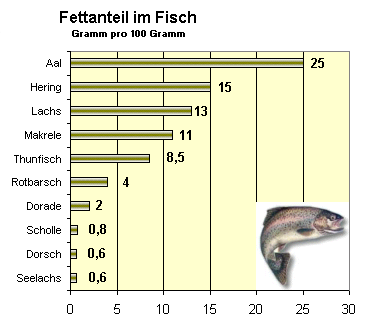
Fettanteil im Fisch

Fisch reichert diverse Umweltgifte aus seinem Lebensraum an, dies gilt insbesondere für Quecksilber in der Form von Methylquecksilber bei Aalen, Makrelen, Thunfischen, Heilbutten und Haien. Aus diesem Grund dürfen Schwertfische über 80 Kilogramm Gewicht nicht mehr in die EU importiert werden. 2019 wurden Fische aus der Ochtum auf PFAS untersucht. Wegen der starken Belastung mit PFOA wurde vom Verzehr der Fische abgeraten. 
Allgemein ist der Konsum von Fischen eine der Hauptquelle für PFAS. 
Zuchtfische können beträchtliche Mengen von Ethoxyquin enthalten, das dem Fischmehl für ihre Fütterung zugesetzt wird.

## Zubereitung der Fische
Vor der Zubereitung soll Fisch in der Regel gesäubert und gesäuert werden. Verbreitete Zubereitungsarten von Speisefischen sind: Pochieren, Kochen (als Fischsuppe), Braten, Backen, Grillen, Frittieren oder Garen in Salzkruste.
Einige Arten (meist Meeresfische) können, wenn sie entweder ganz frisch sind oder sofort nach dem Fangen gefroren wurden und frisch getaut sind, roh zu Sushi, Sashimi oder Ceviche verarbeitet werden.
In konservierter Form geräuchert, eingesalzen oder mariniert bilden Fische häufig Beilagen zu den kalten Mahlzeiten.
Ein panfish (wörtlich: „Pfannenfisch“, auch pan-fish oder pan fish geschrieben) ist im englischen Angler-Sprachgebrauch ein Fisch, der eine geeignete Größe besitzt, um in einer Pfanne als Kost zubereitet zu werden, unabhängig davon, ob es sich um einen Raubfisch, Weißfisch, Meeres- oder Süßwasserfisch handelt.

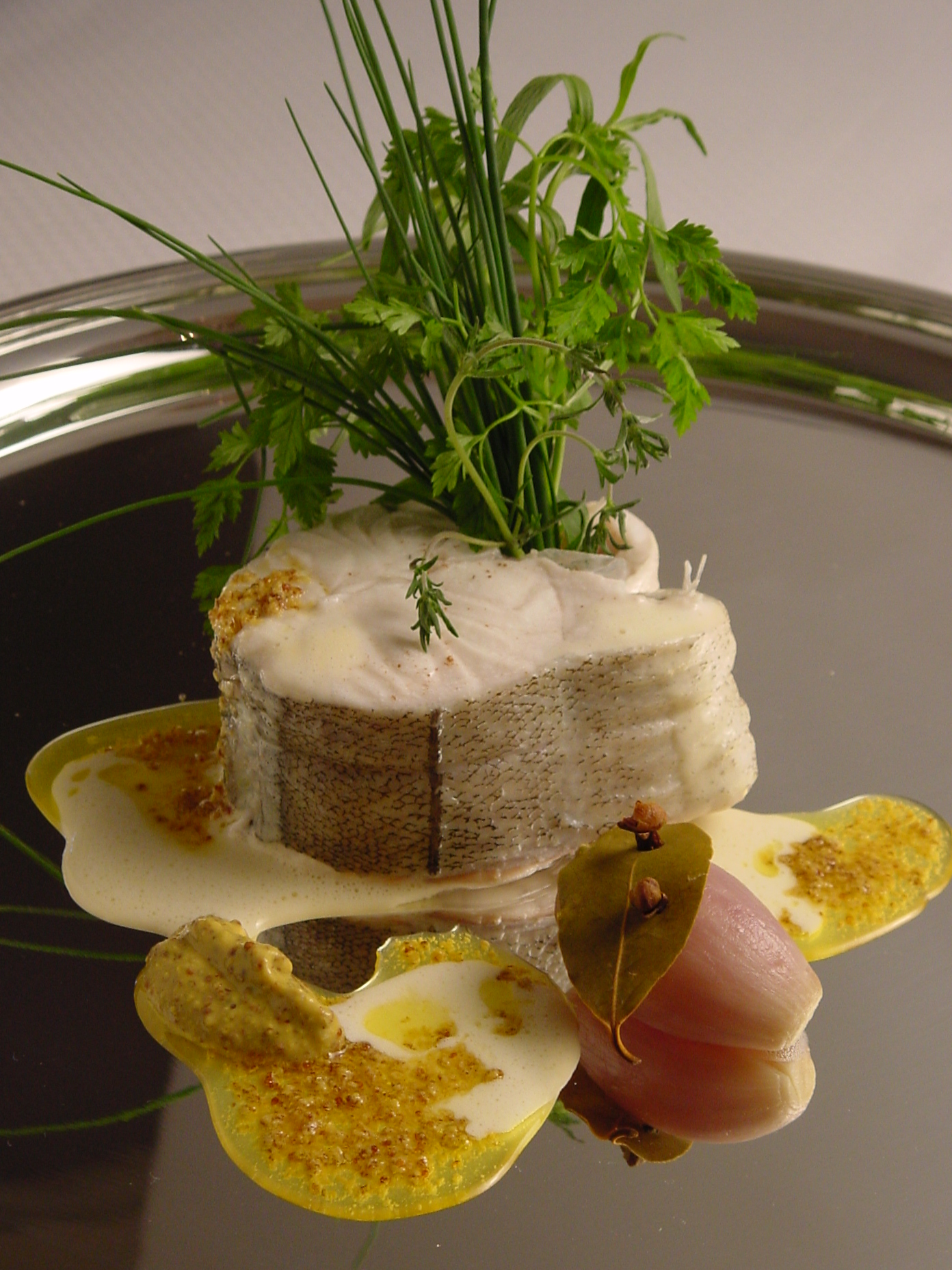
Pochierter Angelschellfisch
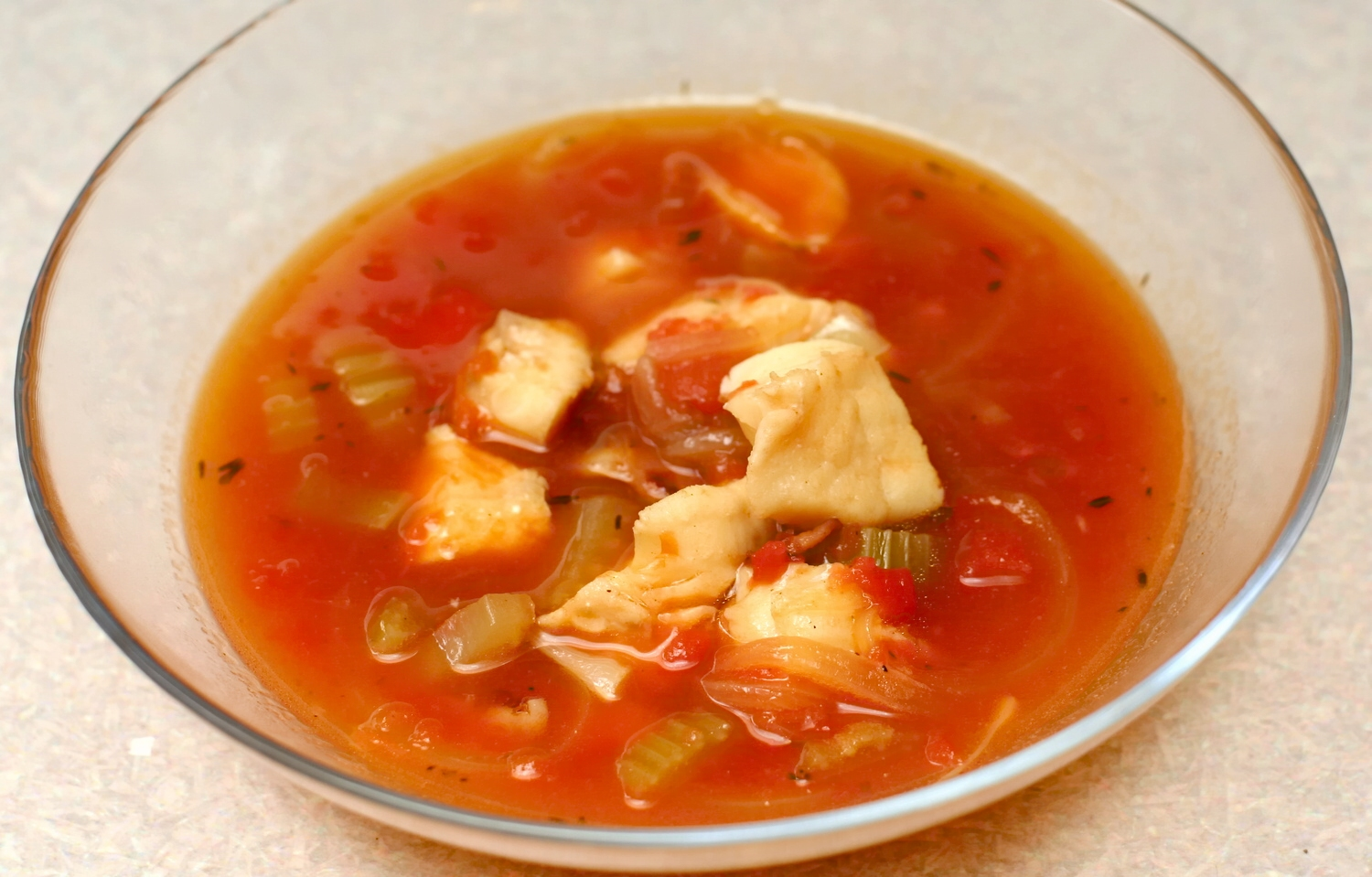
Fischsuppe mit Kabeljau (nach Bouillabaisse-Art)
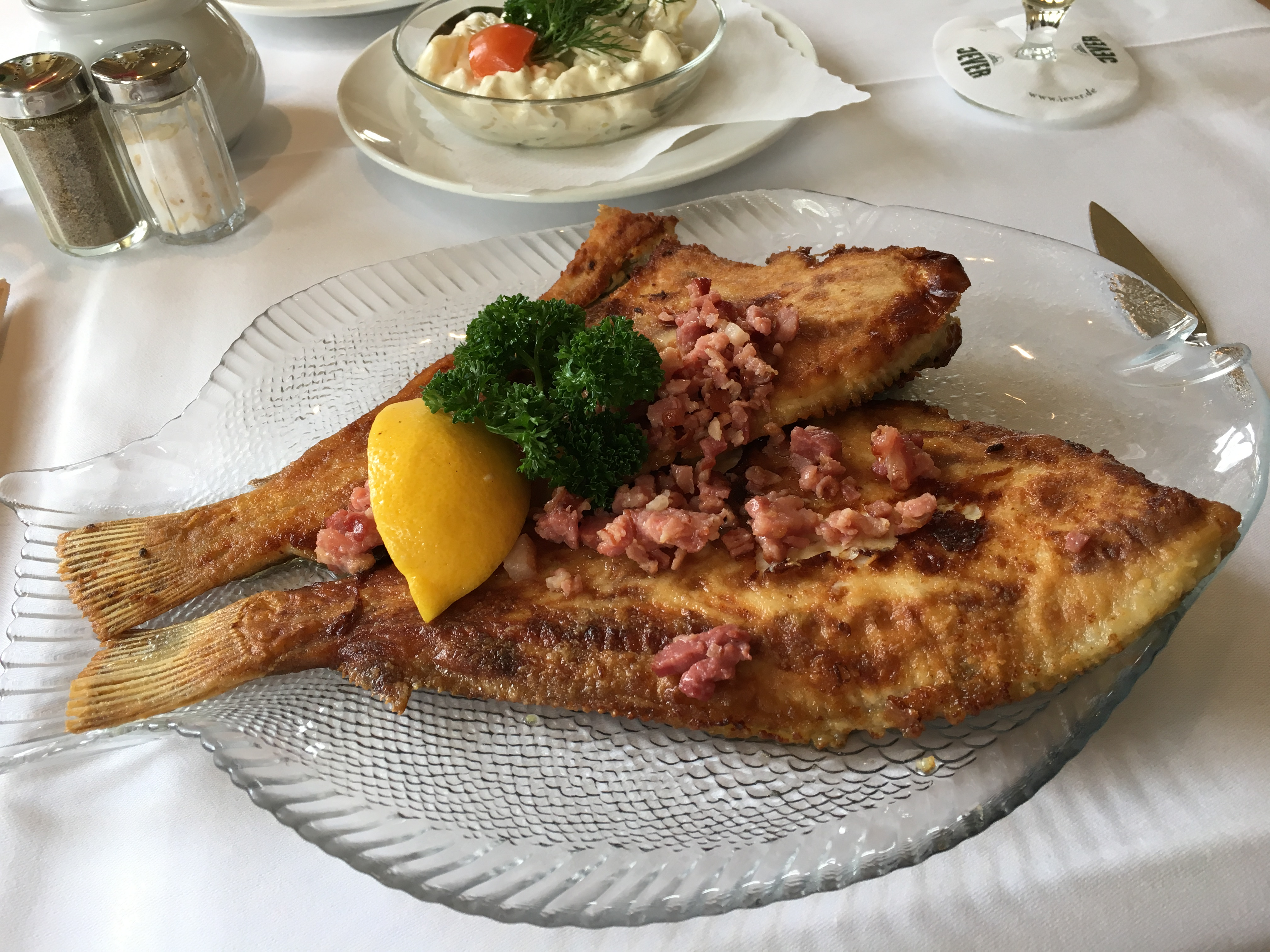
Gebratene Scholle Finkenwerder Art
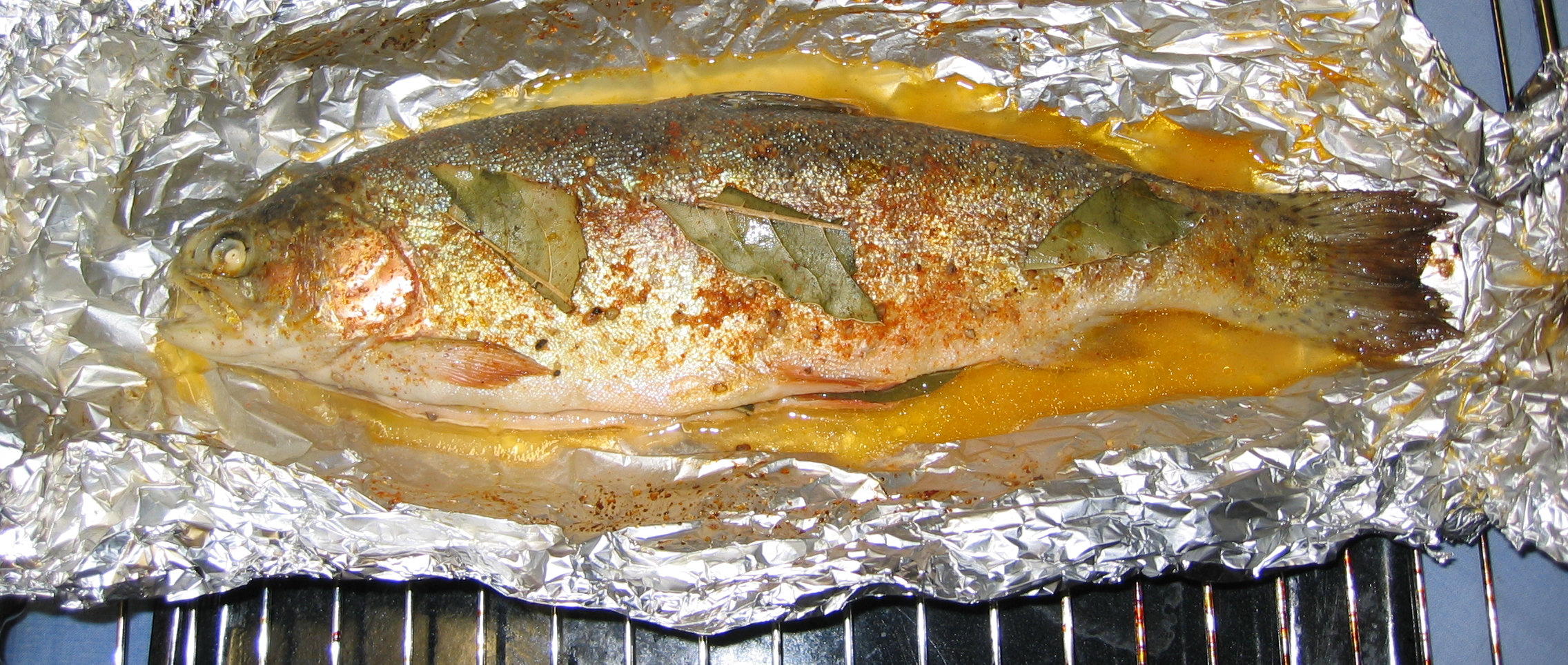
In Alufolie gebackene Regenbogenforelle
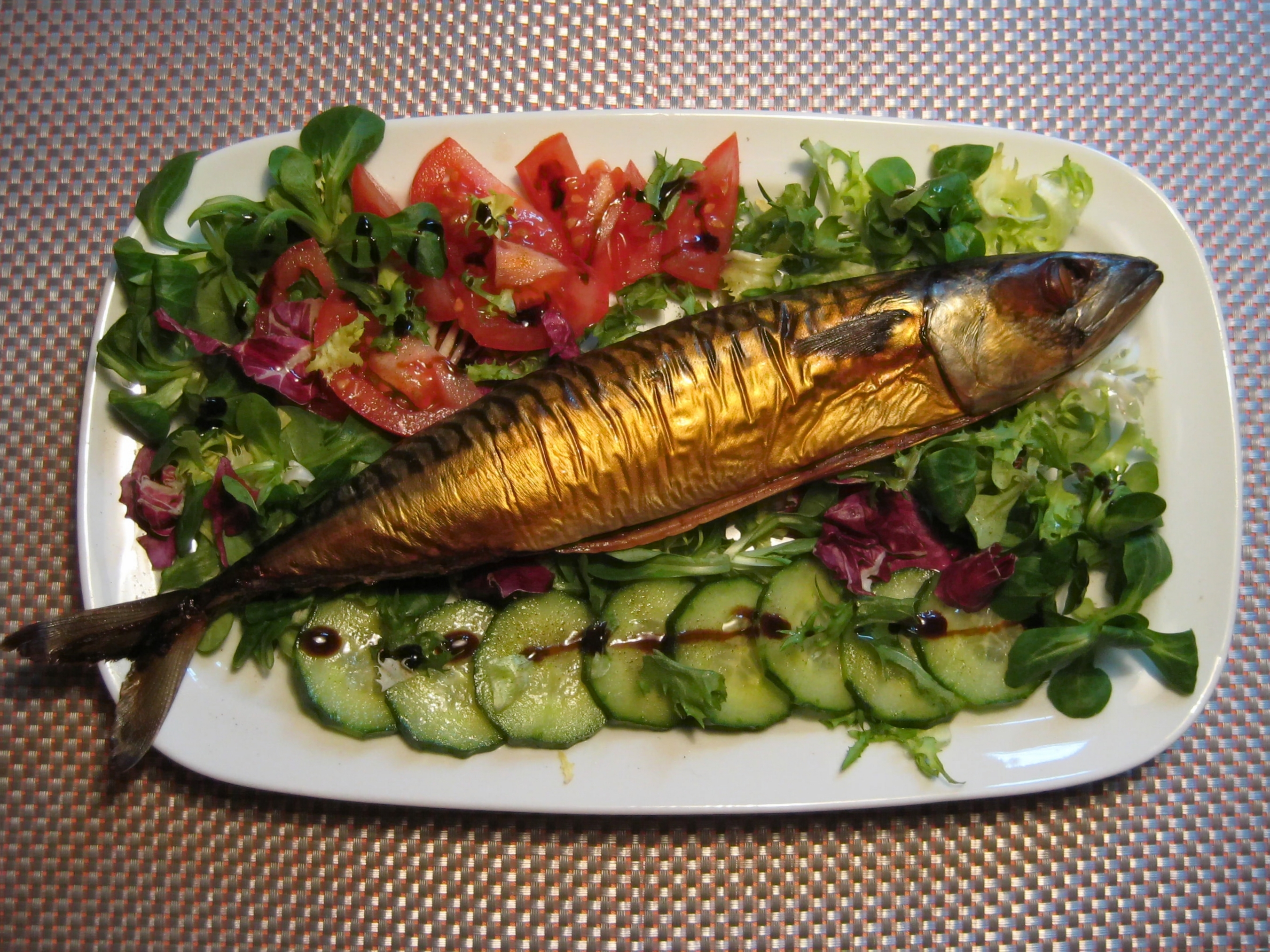
Geräucherte Makrele auf Salatbett
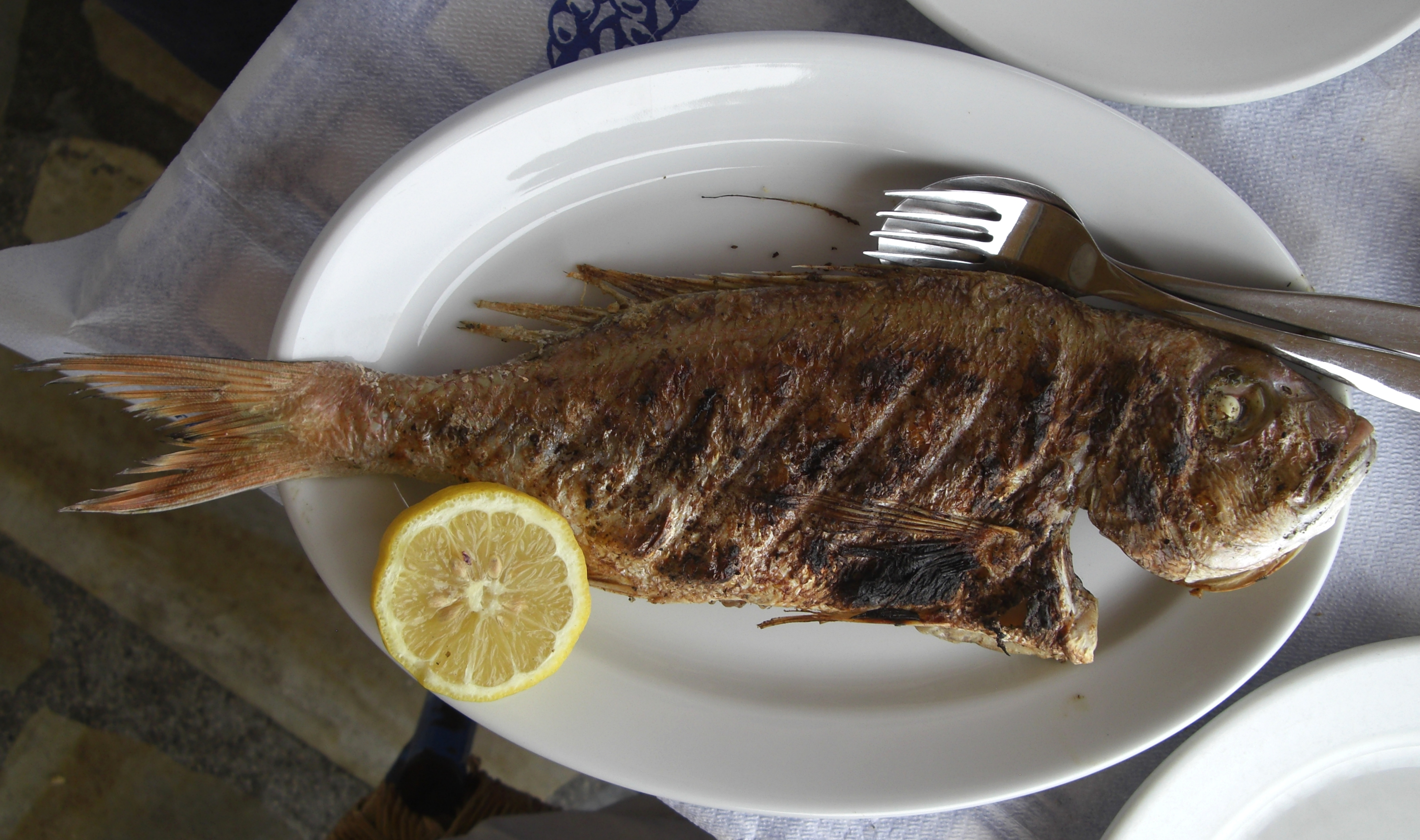
Gemeine Meerbrasse gegrillt
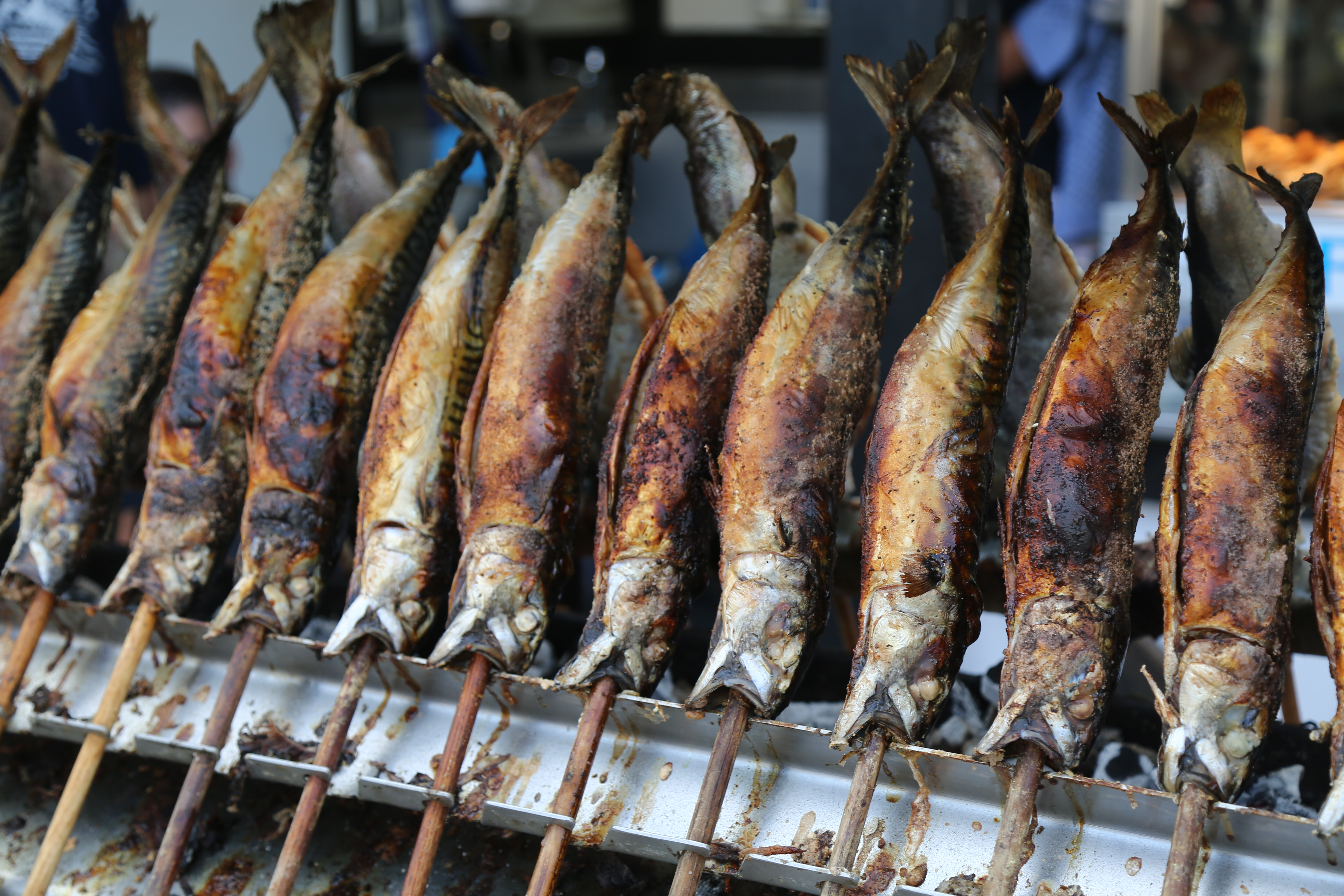
Steckerlfisch

## Markt
Im weltweiten Durchschnitt werden etwa 19,7 kg Fisch pro Person und Jahr verbraucht. Der jährliche Pro-Kopf-Verbrauch in Ozeanien liegt bei ca. 24,8 kg, in Nordamerika 21,4 kg und in Europa 22,2 kg (Quelle: State of world fisheries and aquaculture, FAO, 2016).

### Deutschland
Im Jahr 2020 wurden in Deutschland insgesamt 1,14 Millionen Tonnen Fisch und Meeresfrüchte verzehrt. Dies entspricht einem Pro-Kopf-Verbrauch von 14,1 kg.
Die Marktanteile der Fisch- und Fischereierzeugnisse teilten sich in Deutschland im Jahr 2018 wie folgt auf:
- 61,9 % Seefisch
- 26,5 % Süßwasserfisch
- 11,6 % Krebs- und Weichtiere

Der Pro-Kopf-Verbrauch verteilt sich auf folgende Produktgruppen:
- 29 % Konserven und Marinaden
- 25 % Tiefkühlfisch
- 14 % Krebs- und Weichtiere (frisch, gefroren, zubereitet)
- 12 % Frischfisch
- 11 % Räucherfisch
- 6 % Sonstige Fischerzeugnisse
- 3 % Fischsalate

| Marktanteile der bedeutendsten Fische, Krebs- und Weichtiere in Prozent | 2010 | 2011 | 2012 | 2013 | 2014 | 2015 | 2016 | 2017 | 2018 | 2019 | 2020 | 2021 |
| ----------------------------------------------------------------------- | ---- | ---- | ---- | ---- | ---- | ---- | ---- | ---- | ---- | ---- | ---- | ---- |
| Pazifischer Pollack (Handelsname: Alaska-Seelachs)                      | 20,8 | 22,1 | 26,0 | 22,0 | 21,4 | 18,3 | 14,9 | 16,5 | 17,3 | 17,7 | 15,2 | 17,4 |
| Lachse                                                                  | 13,0 | 13,7 | 15,0 | 20,0 | 22,0 | 20,5 | 18,2 | 16,7 | 16,4 | 18,8 | 17,6 | 18,0 |
| Thunfisch, Boniten                                                      | 10,1 | 11,3 | 10,9 | 13,2 | 12,4 | 14,1 | 9,8  | 12,9 | 13,3 | 11,4 | 16,4 | 13,3 |
| Hering                                                                  | 20,0 | 19,1 | 18,1 | 16,8 | 14,7 | 15,9 | 15,7 | 13,9 | 14,1 | 10,0 | 10,1 | 11,1 |
| Garnelen                                                                | –    | –    | –    | –    | –    | –    | 5,9  | 7,0  | 7,2  | 7,4  | 8,1  | 8,7  |
| Forelle                                                                 | 4,9  | 4,2  | 3,4  | 5,5  | 5,9  | 6,2  | 5,4  | 5,8  | 6,2  | 6,8  | 6,9  | 6,5  |
| Köhler (Handelsname: Seelachs)                                          | 3,4  | 2,8  | 1,6  | 2,2  | 1,5  | 1,5  | 2,6  | 2,3  | 2,7  | 2,3  | 1,6  | 1,3  |
| Tintenfische                                                            | –    | –    | –    | –    | –    | –    | 2,0  | 2,4  | 2,5  | 2,7  | 2,3  | 2,8  |
| Kabeljau                                                                | 1,6  | 2,2  | 2,2  | 0,3  | 2,7  | 2,4  | 3,2  | 2,1  | 1,8  | 2,1  | 2,1  | 1,6  |
| Pangasius, Welse                                                        | 5,8  | 5,0  | 3,5  | 3,5  | 2,9  | 2,5  | 1,9  | 1,7  | 1,6  | 1,7  | 1,3  | 0,9  |
| Zander                                                                  | 0,8  | 0,6  | 0,7  | 1,0  | 1,0  | 0,9  | 1,0  | 1,1  | 1,0  | 0,9  | 1,0  | 0,8  |
| Muscheln                                                                | –    | –    | –    | –    | –    | –    | 1,0  | 1,1  | 1,3  | 0,4  | 1,7  | 2,0  |
| Rotbarsch                                                               | 2,5  | 1,5  | 1,0  | 1,6  | 1,4  | 1,7  | 1,3  | 0,7  | 1,1  | 1,5  | 1,1  | 1,4  |
| Sardine                                                                 | 0,6  | 0,7  | 0,9  | 0,6  | 0,7  | 1,2  | 1,1  | 0,6  | 0,7  | 1,0  | 0,8  | 0,9  |
| Seehecht                                                                | 2,3  | 1,7  | 0,5  | 0,4  | 0,3  | 0,1  | 0,4  | 0,5  | 0,8  | 1,1  | 0,3  | 0,5  |
| Makrele                                                                 | 1,2  | 1,9  | 1,9  | 1,7  | 2,0  | 2,3  | 1,5  | 0,9  | 0,7  | 1,8  | 2,0  | 1,7  |
| Scholle                                                                 | 0,8  | 1,0  | 0,8  | 1,1  | 1,2  | 0,8  | 0,9  | 0,8  | 0,7  | 0,6  | 0,4  | 0,4  |
| Karpfen                                                                 | 1,2  | 0,8  | 0,6  | 0,8  | 0,8  | 0,6  | 0,8  | 0,8  | 0,6  | 0,6  | 0,5  | 0,6  |
| Dorade                                                                  | –    | –    | –    | –    | –    | –    | 0,5  | 0,5  | 0,5  | 0,5  | 0,5  | 0,6  |
| Hoki                                                                    | –    | –    | –    | –    | –    | –    | 0,3  | 0,7  | 0,3  | 0,5  | 0,1  | –    |
| Heilbutte                                                               | –    | –    | –    | –    | –    | –    | 0,4  | 0,5  | 0,3  | –    | –    | –    |
| Schellfisch                                                             | 0,6  | 0,6  | 1,0  | 0,7  | 0,7  | 0,5  | –    | –    | –    | –    | –    |      |
| Tilapia                                                                 | 0,5  | 0,5  | 0,5  | 0,6  | 0,5  | 0,5  | –    | 0,4  | 0,4  | 0,4  | 0,4  | 0,3  |
| Seeteufel                                                               | 0,6  | 0,6  | 0,5  | 0,6  | 0,3  | 0,1  | –    | –    | –    | –    | –    | –    |
| Sonstige                                                                | 6,1  | 8,4  | 9,0  | 7,4  | 7,4  | 9,6  | 11,2 | 10,6 | 8,8  | 9,8  | 8,8  | 8,4  |

86 % der Speisefische und Fischereierzeugnisse werden importiert. Die wichtigsten Lieferländer sind:
- Polen (19,2 %)
- Niederlande (11,9 %)
- Dänemark (9,1 %)
- Norwegen (10,7 %)
- China (7,3 %)

### Österreich
In Österreich betrug der Konsum an Fisch in den 2010ern knapp 70.000 Tonnen jährlich (2014: 68.000 t), das sind etwa 8 kg pro Kopf (zum Vergleich Fleisch: 65 kg). Davon stammt der weitaus überwiegende Teil aus Import, nur etwa 5 % aus heimischer Produktion. 2019 war der österreichische Tag der Fischabhängigkeit (vgl. ökologischer Fußabdruck) bereits am 17. Januar, und für den Rest des Jahres ist der Staat nun auf Importe angewiesen.
Der Import umfasst zu 90 % Fisch, sonst zu gleichen Anteilen Weich- und Krebstiere. Der Fischimport sind primär die klassischen Meeresfische wie Hering, Sardine, Thunfisch oder Makrele. Süßwasserfisch nimmt etwa 1⁄5 der Menge ein, primär Lachs und Aal. Im Import nehmen die Fertigwaren (Konserven, mariniert, vakuumverpackt, aufbereitet und gefroren) die Hälfte der Menge ein, ein Drittel ist Frischware (gekühlt und/oder gefrostet), 10 % Halbfertigwaren (vorwiegend geräuchert), ein kleiner Anteil von um die 5 % sind Lebendware (darunter auch Besatzfische zu späterem Verzehr). Haupthandelspartner ist die EU (etwa 80 %), darin insbesondere Deutschland (gut die Hälfte des EU-Handels).
Speisefisch stammt hier überwiegend aus Aquakultur (Fischzucht, gut 90 %; 2014: 3.500 von 3.800 t insgesamt), Fischerei (nach Wildfisch) spielt nur eine untergeordnete wirtschaftliche Bedeutung. Die Produktion stammt fast ausschließlich aus natürlichen oder wasserkreislaufeingebundenen Gewässern, Gehege und Kreislaufanlagen (Aquakultur im engeren Sinne) sind nur gering vertreten. Die Fischarten in der Produktion sind hauptsächlich (Angaben Lebendgewicht 2014):
- Forelle: 1.600 t, davon Regenbogenforelle und Lachsforelle 1.300 t, Bachforelle, Seeforelle gut 300 t
- Saibling: 760 t, davon Bachsaibling 430 t, Seesaibling 150 t, Elsässer Saibling 180 t
- Karpfen: 600 t, mit geringen Anteilen Gras- und Silberkarpfen
- Wels: 550 t
- sonst finden sich in geringen Mengen von unter wenigen Dutzend Tonnen Huchen, Äsche, Coregone (Reinanke, Felchen etc.), Schleie, Zander, Hecht, Stör/Hausen und Sonstiges.

### Schweiz
Im Zeitraum von 2012 bis 2016 wurden 95,4 % der in der Schweiz konsumierten Fische importiert. Die Importmengen von 46.400 t im Jahr 1988 sind auf 72.450 t im Jahr 2017 angestiegen. Der Pro-Kopf-Verbrauch von Fischen und Meeresfrüchten betrug 2016 etwa 9,25 kg im Jahr (7,7 kg im Jahr 1988). Ohne den Meeresfrüchtekonsum betrug der Pro-Kopf-Verbrauch von Fischen 7,7 kg (6,45 kg im Jahr 1988). Im Jahr 2019 importierte die Schweiz (ohne lebende Fische) 35.299 t Fisch; 40 % davon entfielen auf Lachs. Am meisten Fisch wurde in jenem Jahr aus Norwegen, gefolgt von den Niederlanden, Frankreich, Dänemark und Vietnam importiert.